# Dragon Ball Z: Super Butōden 2
Dragon Ball Z: Super Butōden 2 (超武闘伝2, Doragon Bōru Zetto Sūpā Butōden Tsū) é o segundo jogo da série Super Butōden do Super Nintendo. O jogo foi lançado no Japão em 17 de dezembro de 1993 e na França e Espanha em 1994. O jogo vendeu 1,15 milhões de cópias no Japão
No jogo tem 10 personagens, e sua história se passa durante os Cell Games, assim como várias histórias envolvendo Bojack, Zangya, e Broly completamente alheias ao cinema e a eles. Por razões desconhecidas, estes três personagens foram renomeados Kujila, Aki, e Tara na versão francesa, respectivamente. Na versão original japonesa, Broly e Goku são personagens secretos.

## Lista de Personagens
- Son Gohan
- Vegeta
- Trunks (futuro)
- Piccolo
- Cell
- Cell Jr
- Zangya
- Bojack
- Son Goku
- Broly

## Modos
O modo da história tornou-se muito popular na época, por causa das suas diferentes variações. Dependendo do caso, o jogador ganha ou perde uma batalha, e a história vai tomar um rumo diferente, o que leva a uma série de possibilidades de experiência. Possui também o modo Combate e Torneio de Artes Marciais